# Blakeley
Blakeley es un despoblado en el condado de Baldwin, Alabama, Estados Unidos.

## Historia
Durante el apogeo de su existencia, Blakeley fue una ciudad próspera que floreció como competidor de su vecino occidental, Mobile. Blakeley fue la sede del condado de Baldwin desde 1820 hasta 1868, cuando el gobierno del condado se trasladó al sur a Daphne. Fue la ubicación de un fuerte importante durante la Guerra de Secesión. Una de las últimas batallas de la Guerra se libró aquí en abril de 1865, cuando los soldados de la Unión invadieron a los confederados. La ciudad se encuentra ahora en un parque estatal histórico de Alabama conocido como Parque Estatal Histórico Blakeley, al norte de Spanish Fort.
Antes de que la ciudad fuera establecida y poblada por colonos europeos, los nativos americanos habían vivido en el área. Un túmulo funerario fue encontrado cerca del sitio de la ciudad y fue excavado. Se encontraron cuatro cráneos, varios huesos y adornos de cobre.
En 1813, Blakeley fue fundada por Josiah Blakeley, "un emprendedor y aventurero de Connecticut" que se mudó a Mobile en 1806. Compró 7,000 acres (2,800 ha) de tierra en la parte noreste de la Bahía de Mobile. En 1813 contrató a un agrimensor para diseñar la ciudad de Blakeley y vendió los primeros 10 lotes. El 6 de enero de 1814, la Legislatura Territorial de Mississippi autorizó a Josiah Blakeley a diseñar una ciudad que se conocería como Blakeley. Recibió la incorporación oficial del Estado de Alabama en 1820.
Después de la Guerra anglo-estadounidense de 1812, Jacob Bell y David Brown se convirtieron en exitosos constructores navales en Blakeley. Partieron rumbo a Nueva York en 1820 para fundar Brown & Bell, un astillero famoso por sus barcos clipper y barcos de vapor.
Blakeley tenía un "puerto natural profundo, al que podían llegar los barcos que no podían cruzar la barra del Dog River debido a un banco de arena que a veces impedía el acceso de los barcos a Mobile". Durante algunos años, Blakeley compitió con Mobile para ser el mejor puerto en lo que entonces era el Territorio de Alabama.
Una oficina de correos operó bajo el nombre de "Blakeley" desde 1826 hasta 1866.
En 1974, la ciudad fantasma fue incluida en el Registro Nacional de Lugares Históricos.

## Otras fuentes
- Hamilton, Peter. Móvil Colonial . 1910. Reimpresión, Tuscaloosa, Ala .: University of Alabama Press, 1976.
- Harris, W. Stuart. Ciudades muertas de Alabama . Tuscaloosa, Ala .: University of Alabama Press, 1977.
- Nuzum, Kay. Una historia del condado de Baldwin . Fairhope, Ala .: Page & Palette, 1971.